# Клара Добрев
Клара Добрев (родена като Клара Петрова Добрева, на унгарски: Dobrev Klára) е унгарски политик, съпруга на бившия министър-председател на Унгария Ференц Дюрчан.

## Биография
Д-р Клара Добрев е родена на 2 февруари 1972 г. в София, България.
Майка ѝ е Пирошка Апро, унгарски търговски съветник в София през 1970-те години, дъщеря на дългогодишния член на Политбюро на Унгарската социалистическа работническа партия Антал Апро.
През 1997 г. завършва висше образование в Будапеща, специалност право. По-късно придобива научната степен доктор. Преподава финансово право в будапещенския университет ЕЛТЕ.
Между 1995 и 1997 г. работи като секретар във финансовото министерство на Унгария, от 1997 до 2002 г. – във фирмите на съпруга си.
Женена е за бившия унгарски министър-председател Ференц Дюрчан, като от него има 3 деца. Възпитава и децата на съпруга си от предишните му 2 брака.

## Политическа кариера
От 1994 г. е член на Унгарската социалистическа партия. На местните избори през същата година е личен секретар на социалистическия кандидат за поста главен кмет на Будапеща. През 2001 – 2002 г. е шеф на предизборния щаб на Петер Медеши, министър-председател на Унгария в периода 2002 – 2004 г.
От 2002 до 2004 г. е заместник-председател на Службата за фондове от Европейския съюз към унгарското правителство. След избиране на съпруга ѝ за министър-председател подава оставка.